# 纤毛大尾蚤
纤毛大尾蚤（学名：Leydigia ciliata）为盘肠蚤科大尾蚤属的动物。分布于南美洲、非洲西部以及中国大陆的北京、天津、河北、陕西等地，多生活于湖泊和池沼的草丛中。